# James Thompson (martyr)
Pour les articles homonymes, voir James Thompson.
James Thompson connu aussi sous le pseudonyme de James Hudson, (mort le 28 novembre 1582) est un prêtre catholique martyr anglais, qui est exécuté pendant le règne d'Élisabeth Ire.

## Biographie
Sur la vie de James Thompson nous ne disposons que de peu d'informations. Il est fort probable qu'il soit un converti et qu'il possédait avant son ordination comme prêtre catholique à Soissons une bonne formation théologique. Il est ordonné prêtre le 19 septembre 1580 après seulement quelques semaines passées au collège anglais de Reims,. Il est ensuite renvoyé en Angleterre dans sa région natale où il exerce secrètement son ministère de prêtre. Il est arrêté le 11 août 1582. Il confesse être prêtre catholique à la grande surprise de ceux qui le connaissaient. Il est dans un premier temps laissé libre sous surveillance. Il est finalement emprisonné au château de York. Pendant son procès il réfute comploter contre la reine et s'accuse uniquement d'être un prêtre catholique. Il est finalement condamné à mort et exécuté par pendaison sans être écartelé et démembré.

## Béatification
James Thompson est béatifié avec les cinquante-quatre martyrs anglais par le pape Léon XIII le 29 décembre 1886. Sa mémoire est célébrée le 28 novembre.

## Voir également